# 小王桂卿
小王桂卿（1927年—2011年），京劇武生演員，原名王強華。他的父親王桂卿也是京劇武生演員。1962年起小王桂卿加入上海京劇院，師承周信芳。